# Catachlorops balioptera
Catachlorops balioptera är en tvåvingeart som beskrevs av Gorayeb 1991. Catachlorops balioptera ingår i släktet Catachlorops och familjen bromsar.
Artens utbredningsområde är Honduras. Inga underarter finns listade i Catalogue of Life.